# Abe Vigoda
Pour les articles homonymes, voir Abe.
Abraham Charles Vigodah dit Abe Vigoda est un acteur américain né le 24 février 1921 à New York (États-Unis) et mort le 26 janvier 2016 à Woodland Park (New Jersey, États-Unis). Abe Vigoda est surtout connu pour avoir incarné le rôle de Sal Tessio dans Le Parrain de Francis Ford Coppola.

## Biographie

### Jeunesse
Abe Vigoda, naît à New York dans une famille de Russes Juifs et Italiens émigrés établis dans le Lower East Side. Son père exerce la profession de tailleur et Abe est l'aîné d'une famille de 3 enfants.

### Parcours
Il étudie le théâtre à la Theater School of Dramatic Arts de Carnegie Hall. Il tient son premier rôle à 17 ans et abandonne alors le H final de son nom. Il fait par ailleurs ses premières apparitions télévisées dans les séries Suspense (1949), Studio One in Hollywood (1949) et All Star Revue in 1951. Il joue en outre un petit rôle dans le film Trois chambres à Manhattan de Marcel Carné.
Il joue toutefois principalement au théâtre : il tient des rôles dans la Danse de Mort d'August Strindberg en 1960, dans Richard III de William Shakespeare en 1960 et 1961, dans La Cerisaie d'Anton Tchekhov en 1962-1963, ou encore dans La Persécution et l'Assassinat de Jean-Paul Marat de Peter Weiss en 1967.

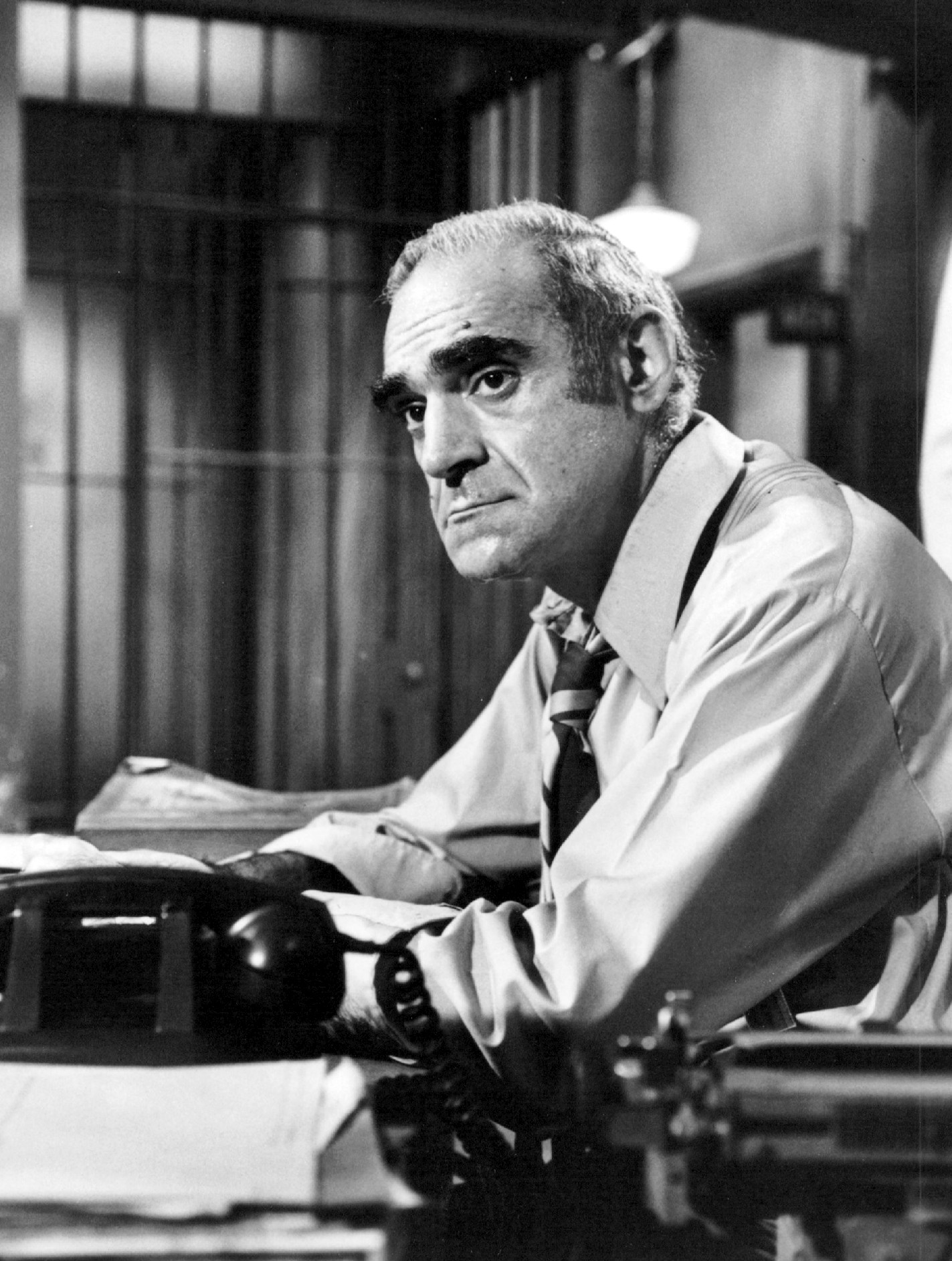
Abe Vigoda dans le rôle du détective Phil Fish (1977).

### Carrière
En 1972, sa carrière connaît un tournant lorsque Francis Ford Coppola lui propose de jouer, dans le film Le Parrain, le rôle de Sal Tessio, figure du traître qui tente d'assassiner Michael Corleone. Vigoda a alors plus de 50 ans et est relativement inconnu du grand public. Il fait également une apparition dans le deuxième film de la trilogie en 1974 lorsque Michael se remémore en flash-back le Noël de 1942. 

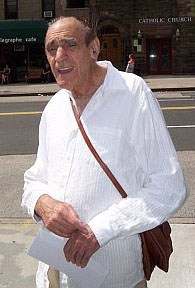
Abe Vigoda en 2007.

Il a aussi prêté ses traits au véritable truand Paul Castellano dans Mafia: La trahison de Gotti et a incarné le détective Phil Fish dans la série Barney Miller, rôle qu'il tint de 1975 à 1977. Son succès dans ce rôle est tel qu'il lui vaut trois nominations consécutives aux Emmy Awards (1976, 1977, 1978) et donne lieu à la création d'un spin-off centrée sur son personnage, intitulé Fish, diffusé entre 1977 et 1978.
Dans les années 1980, il partage l'affiche avec Burt Reynolds dans Cannon Ball 2 (1984) puis avec John Travolta et Kirstie Alley Allô maman, ici bébé (1989). Il joue aux côtés de Tom Hanks dans Joe contre le volcan (1990).
Avant son décès, sa mort avait été annoncée par erreur à de multiples reprises, la première fois en 1982 par People magazine : Vigoda y avait répondu en posant assis sur un cercueil, tenant le magazine en main. Par la suite, l'annonce de son décès était devenue une plaisanterie récurrente, donnant même lieu à la création d'un site Internet annonçant en permanence si l'acteur était toujours vivant.

### Mort
Abe Vigoda est mort, le 26 janvier 2016, à l'âge de 94 ans, de causes naturelles pendant son sommeil.
Ses obsèques ont eu lieu le 31 janvier 2016 en l'église Riverside Memorial Chapel de Manhattan à New York.

## Filmographie

### Cinéma
- 1965 : Trois chambres à Manhattan : le serveur
- 1972 : Le Parrain (The Godfather) de Francis Ford Coppola : Salvadore "Sally" Tessio
- 1973 : Don Angelo est mort (The Don Is Dead) : Don Talusso
- 1974 : Newman's Law (en) de Richard T. Heffron : John Dellanzia
- 1974 : Le Parrain, 2ème partie (The Godfather: Part II) de Francis Ford Coppola : Sal Tessio
- 1978 : Le Privé de ces dames (The Cheap Detective) de Robert Moore : le sergent Rizzuto
- 1984 : Cannon Ball 2 (Cannonball Run II) d'Hal Needham : Caesar
- 1985 : The Stuff : caméo (dans 'Stuff' commercial)
- 1986 : Vasectomy: A Delicate Matter : le détective Edwards
- 1988 : Keaton's Cop : Louis Keaton
- 1988 : Plain Clothes : Mr. Wiseman
- 1989 : Allô maman, ici bébé (Look Who's Talking) : Grandpa
- 1989 : Prancer : Orel Benton
- 1990 : Joe contre le volcan (Joe Versus the Volcano) : Waponis Chief
- 1992 : Le Parrain (The Godfather Trilogy: 1901-1980) (vidéo) : Sal Tessio
- 1993 : Fist of Honor : Victor Malucci
- 1993 : Kid et le Truand (Me and the Kid) de Dan Curtis : Le prêteur sur gages
- 1993 : Batman contre le fantôme masqué (Batman: Mask of the Phantasm) : Salvatore 'Sal the Wheezer' Valestra (voix)
- 1994 : Home of Angels : Grandpa
- 1994 : Revocator (en) (Sugar Hill) de Leon Isacho (en) : Gus Molino
- 1994 : L'Irrésistible North (North) : Alaskan Grandpa
- 1995 : The Misery Brothers : Don Frito Layleone
- 1995 : Jury Duty : Judge Powell
- 1996 : Love Is All There Is de Joseph Bologna et Renée Taylor : Rudy
- 1996 : Underworld (en) : Will Cassady
- 1997 : Me and the Gods : Zeus
- 1997 : A Brooklyn State of Mind (en) de Frank Rainone : oncle Guy
- 1997 : Good Burger : Otis
- 1999 : Gary & Linda (Just the Ticket) de  Richard Wenk : Arty
- 2000 : Tea Cakes or Cannoli
- 2003 : Wanted (Crime Spree) : Angelo Giancarlo
- 2004 : Chump Change : The Frog

### Télévision
- 1966 : Dark Shadows (série télévisée) : Ezra Braithwaite / Otis Greene (1969)
- 1973 : Toma (téléfilm) : Donzer
- 1973 : The Devil's Daughter (téléfilm) : Alikhine
- 1974 : The Story of Pretty Boy Floyd (téléfilm) : Dominic Morrell
- 1975 : Barney Miller (série télévisée) : le détective Phil Fish (1975-1977)
- 1976 : Super Jaimie (série télévisée) : Barlow
- 1976 : Having Babies (téléfilm) : Al Schneider
- 1977 : Fish (série télévisée) : le détective Phil Fish (1977-1978)
- 1978 : La croisière s'amuse (série télévisée) : Charly (S2, épisode 2)
- 1978 : The Comedy Company (téléfilm) : Jake
- 1978 : How to Pick Up Girls! (téléfilm) : Nathan Perlmutter
- 1979 : Autoroute pour la mort (Death Car on the Freeway) (téléfilm) : Mr. Frisch
- 1980 : Gridlock (téléfilm) : Herb
- 1981 : The Big Stuffed Dog (téléfilm)
- 1986 : As the World Turns (série télévisée) : Joe Kravitz (1985)
- 1989 : Santa Barbara (série télévisée) : Lyle DeFranco (1989)
- 1990 : MacGyver (série télévisée) : Bill Cody (1990)
- 1993 : Lucky Luke (série télévisée)
- 1996 : Code Lisa (série télévisée) : Saison 4 épisode 6 - Un vieux génie grincheux
- 1998 : La Famille trahie (Witness to the Mob) (téléfilm) : Paul Castellano
- 2005 : The Third Annual TV Land Awards: A Celebration of Classic TV (téléfilm) : Mike Delfino (Desperate Classic Housewives skit)